# Прикрашена черепаха алабамська
Прикрашена черепаха алабамська (Pseudemys alabamensis) — вид черепах з роду Прикрашені черепахи родини Прісноводні черепахи.

## Опис
Загальна довжина карапаксу досягає 33,5 см. Спостерігається статевий диморфізм: самиці більші за самців. Голова середнього розміру. Кінчик верхньої щелепи увігнутий з обох боків на кшталт іклів. Карапакс широкий, яйцеподібний, опуклий. на щитках карапаксу розташовані дрібні зморшки. Хребетні щитки трохи підняти догори. Пластрон доволі плаский. Лапи наділені плавальними перетинками.
На темному тлі голови і шиї йдуть нерівні поздовжні білі смуги. Забарвлення карапаксу коричневе, яскравий пластрон жовтувато-палевий або червонуватий. Кінцівки темно-жовтого кольору із жовтою вертикальною смугою.

## Спосіб життя
Полюбляє ділянки річок з численними напівзануреними водними рослинами, болота, лимани. Активна вдень. Часто гріється на сонці. Водночас вкрай обережно поводиться на суходолі. Харчується рослинною їжею. Молоді черепахи вживають рибу, ракоподібних, комах.
Самиця робить декілька кладок на рік на глибині 8—16 см, на відкритих піщаних мілинах, порослих рослинністю. Самиця відкладає від 3 до 6. За температури 27 °C інкубаційний період триває 63 діб. Новонароджені черепашенята мають панцир темного кольору з обідком помаранчевого або жовтого кольору.

## Розповсюдження
Мешкає у річці Мобіл в округах Мобіл й Болдуїн у штатах Алабамі, Міссісіпі (США).